# Göttnitz

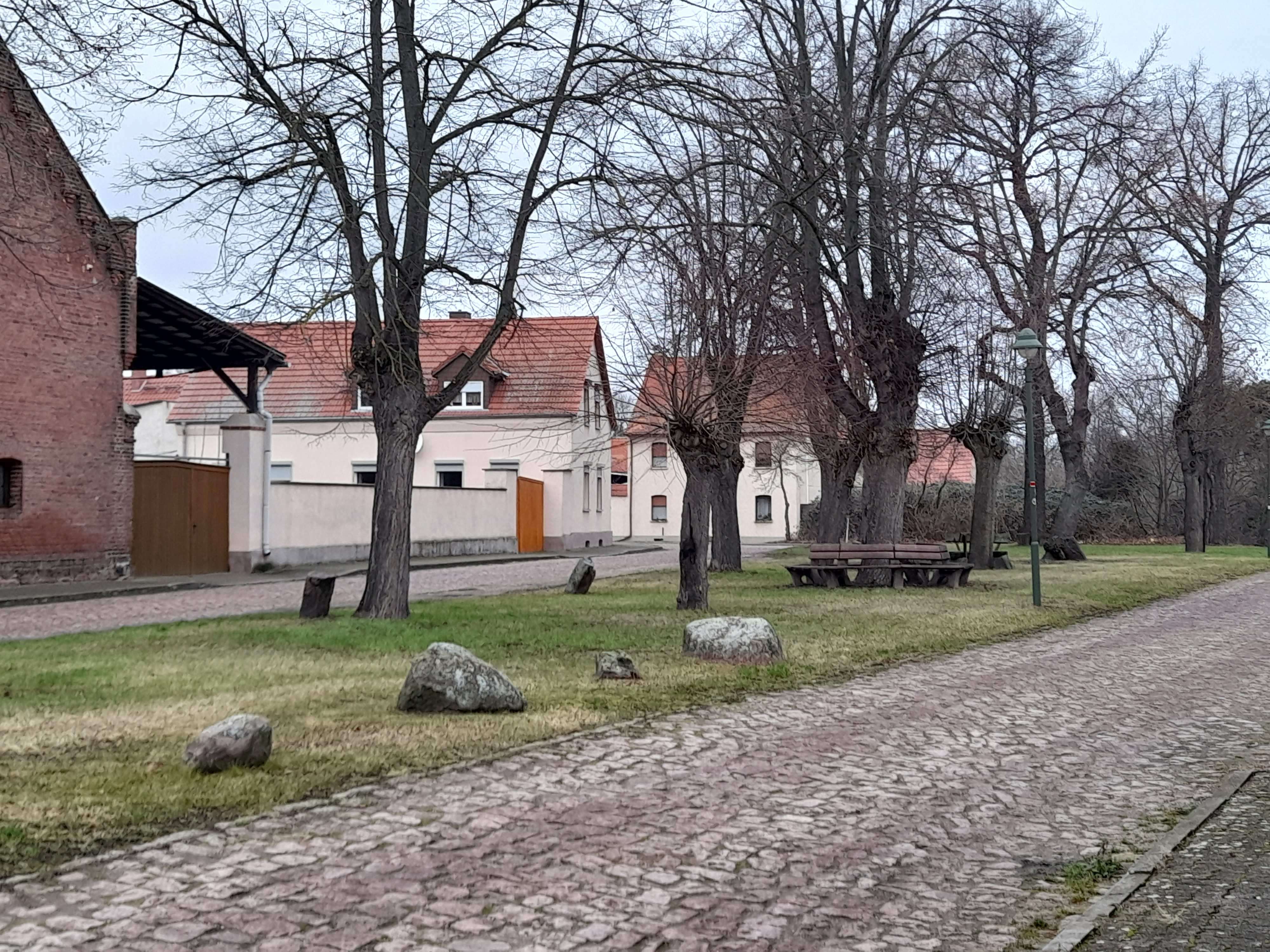
Dorfplatz

Göttnitz ist eine Ortschaft innerhalb der Stadt Zörbig im Landkreis Anhalt-Bitterfeld (Sachsen-Anhalt). Sie besteht aus den Ortsteilen Göttnitz und Löbersdorf, welche zwei der 18 Orte sind, die gemeinsam die Stadt Zörbig bilden.

## Geografie
Göttnitz liegt südlich der Fuhneaue.

## Geschichte
Göttnitz wurde 1161 erstmals urkundlich erwähnt. Nördlich des Orts befindet sich ein frühdeutscher Wallberg, der seinen Ursprung in slawischer Zeit hat. Göttnitz gehörte als schriftsässiger Ort zum Rittergut Ostrau. Der Ort bildete bis 1815 mit dem Ostrauer Gutsanteil von Löbersdorf eine zum kursächsischen Amt Delitzsch gehörige Exklave. Umgeben war der Ort im Norden jenseits der Fuhne vom Fürstentum Anhalt, im Osten und Süden vom kursächsischen Amt Zörbig und im Westen von der zum hochstiftlich-merseburgischen Amt Lauchstädt gehörigen Exklave Cösseln unter kursächsischer Oberhoheit. Durch die Beschlüsse des Wiener Kongresses kam der Ort zu Preußen und wurde 1816 dem Landkreis Bitterfeld im Regierungsbezirk Merseburg der Provinz Sachsen zugeteilt, zu dem er bis 1944 gehörte.
Der Nachbarort Löbersdorf wurde am 20. Juli 1950 nach Göttnitz eingemeindet. Am 1. März 2004 wurde die ehemalige Gemeinde Göttnitz mit ihrem Ortsteil Löbersdorf als Ortschaft in die neue Einheitsgemeinde Stadt Zörbig eingegliedert.

## Sehenswürdigkeiten
Im Ort befindet sich eine Kirche mit Fachwerk-Dachreiter sowie ein Bauernstein.

## Verkehrsanbindung
Göttnitz ist über die Kreisstraßen 2062 und 2063 an die Bundesstraße 183 sowie die Landesstraße 144 angebunden. Zudem liegt Göttnitz östlich der Bahnstrecke Halle (Saale)–Köthen–Magdeburg. Der nächste Bahnhof befindet sich im südlichen Nachbarort Stumsdorf. Nach Norden ist der Ort durch die Fuhneaue abgeschnitten, nach Westen durch die Eisenbahn, so dass in diese Richtungen nur einfach Wege führen.